# Morval (Anglia)
Morval – osada w Anglii, w Kornwalii. Leży 83 km na wschód od miasta Penzance i 328 km na zachód od Londynu.